# 穆罕默德·乌尔德·加兹瓦尼
穆罕默德·乌尔德·谢赫·穆罕默德·艾哈迈德·乌尔德·加兹瓦尼（阿拉伯语：محمد ولد الشيخ محمد أحمد ولد الغزواني，1956年12月4日—），也被称为加祖瓦尼和乌尔德·加祖瓦尼，是毛里塔尼亚政治家和前毛里塔尼亚武装部队上将，现任毛里塔尼亚总统，于2019年8月1日就职。
加兹瓦尼是前国家安全局局长和毛里塔尼亚武装部队前参谋长（2008－2018年）。他在2018年10月至2019年3月期间担任毛里塔尼亚国防部长。作为穆罕默德·乌尔德·阿卜杜勒-阿齐兹的亲密盟友，加兹瓦尼在2019年6月22日的总统选举中当选毛里塔尼亚总统。

## 个人生活
加兹瓦尼1956年12月4日出生于阿萨巴省的布姆代德。他是毛里塔尼亚一个著名的苏菲派家族成员，是Maraboutique部落精神领袖Ideiboussat的儿子 。他是古兰经背诵者。他的妻子是一位名叫马里亚姆·明特·穆罕默德·瓦德尔·乌尔德·达（Mariam Mint Mohamed Vadel Ould Dah）的医生。他们有五个孩子，其中穆罕默德·莱明·乌尔德·谢赫·埃尔·加兹瓦尼（Mohamed Lemine Ould Cheikh El-Ghazouani ）是他们的长子。

## 生涯

### 军队生涯
他在1970年代末加入毛里塔尼亚武装部队，持续在摩洛哥接受军官训练。他获得了学士学位、行政和军事科学硕士学位，完成了几项战争训练课程并获得证书。
加兹瓦尼是前总统穆罕默德·乌尔德·阿卜杜勒-阿齐兹的盟友，是其2008年推翻前总统西迪·乌尔德·谢赫·阿卜杜拉希的搭档，也是2005年罢免前总统马维亚·乌尔德·西德·艾哈迈德·塔亚的军事委员会成员。

### 政治生涯
2018年10月，总统穆罕默德·乌尔德·阿卜杜勒-阿齐兹任命加兹瓦尼为毛里塔尼亚国防部长。
2019年3月1日，加兹瓦尼宣布参选总统，寻求接替总统穆罕默德·乌尔德·阿卜杜勒-阿齐兹。3月15日，他辞去国防部长一职，以实现其总统梦。
2019年6月22日，加兹瓦尼在总统选举中与5名候选人角逐，最后以52%得票率成功当选毛里塔尼亚总统。
2019年8月1日，加兹瓦尼宣誓就任毛里塔尼亚第九任总统。